# Mack Beats
Marko Saez, känd under artistnamnet Mack Beats, född 1984 i Stockholm, Sverige, är en svensk musikproducent och soloartist. 
Han har producerat åt flera kända svenska hiphop-artister, som Ison & Fille, Aleks, Mohammed Ali, Grillat & Grändy, Stor, Carlito, Lazee, Paragon (Simon Emanuel), Malcolm B, Lilla Namo, Jaqe m.fl. Bland annat har han producerat den kända "Handens fem fingrar."
Han tillhör kollektivet AYLA och är signad som soloartist till skivbolaget Hemmalaget. 
Han nominerades till en Grammis 2013 i kategorin Årets Producent, ihop med Marcelo "Masse" Salazar och Arild "Avastyle" Werling, för arbetet på Grillat & Grändys album "Gendish & Gäris".
Hans debutalbum "Centrum" släpptes den 5 juni 2013 på Hemmalaget/Sony Music.
Singeln "Som om världen var vår" släpptes 21 april 2017. På den medverkar Grillat & Grändy och Gina Dirawi.
2019 medverkade han i protestsången mot vapenvåldet, Lägg ner ditt vapen.